# J.F. Frøhlich
Johannes Frederik Frøhlich (født 21. august 1806 i København, død 21. maj 1860 sammesteds) var en dansk musiker, dirigent og komponist.

## Baggrund og virke
Forældrene var indvandret fra Tyskland og faderen var militærmusiker. Hans søster var gift med kapelmusikus Gottlob Friedrich Kittler, som også var med til at undervise drengen, der var den yngste af flere søskende. Joseph Frøhlich var først cellist og siden fløjtenist i Kapellet og var violinlærer for J.P.E. Hartmann. Frøhlich voksede derfor op i et udpræget musikmiljø. Johannes Frederik Frøhlich blev en dygtig musiker både på fløjte, klaver og violin, og optrådte allerede som otteårig ved en koncert. Som følge af sit store talent fik han flere sponsorer, der sørgede for at han fik en bedre uddannelse, bl.a. Weyse, en kammerråd Bang, og Kuhlau. Claus Schall, der var leder af Det Kongelige Kapel og en god violinist, blev hans lærer, og allerede som femtenårig blev Frøhlich ansat i kapellet som violinelev. I 1824 debuterede han som solist i en violinkoncert af Ludwig Spohr. Samtidig begyndte han at virke som komponist.
I årene 1827-1836 var han syngemester (korleder) på Det Kongelige Teater. Fra 1829 – 1831 rejste han imidlertid på studierejse til Tyskland, Frankrig og Italien med kongelig understøttelse. Undervejs gjorde han bekendtskab med nogle af tidens musikalske koryfæer, bl.a. Luigi Cherubini, Jacques-Fromental Halévy og Ignaz Moscheles og i Rom mødte han de danske kunstnere Bertel Thorvaldsen, Herman Wilhelm Bissen og Ludvig Bødtcher. Da Claus Schall gik af som kapelmester i 1836 delte man hans embede mellem Frøhlich, og to andre (Peter Ferdinand Funck og Ivar Bredal), der alle var koncertmestre (vicekapelmestre), men med Frøhlich som den mest ansete. Imidlertid blev Frøhlich på denne tid ramt af forskellig sygdom, der plagede ham resten af hans liv.
I Paris havde han mødt August Bournonville, og på dennes opfordring skrev han derefter en del musik til Bournonvilles balletter. Det var i denne egenskab at samtiden satte ham højest.
I 1838 blev han sendt på rekreation til Rom med fregatten Rota, som skulle hente Bertel Thorvaldsen hjem til Danmark, men allerede i 1844 måtte Frøhlich trække sig tilbage fra posten som koncertmester på grund af sit helbred. Derefter levede han tilbagetrukket som komponist og lejlighedsvise koncerter. Den tredelte dirigentpost blev efter nogen tid overdraget Franz Glæser, der havde stor succes i stillingen.
Han er begravet på Assistens Kirkegård.

## Gengivelser
- Tegnet som ung
- Afbildet på Wilhelm Marstrands maleri fra Christian Waagepetersens hjem, 1834 (Det Nationalhistoriske Museum på Frederiksborg Slot)
- Afbildet på Ditlev Bluncks tegning af Thorvaldsens rejsefæller på Rota 1838 (Thorvaldsens Museum)
- Tegning af J.V. Gertner 1847 (Det Nationalhistoriske Museum på Frederiksborg Slot, gengivet i xylografi af H.P. Hansen 1880)

## Musik
- op. 1 Strygekvartet nr. 1 i d-mol (1825)
- op. 2 Strygekvartet nr. 2 i A-dur
- op. 3 violinkoncerter (1825)
- Ouverture til Kong Salomon og Jørgen Hattemager (1825)
- op. 4 Koncertino for Violin (1826)
- op. 6 Introduktion og Polonaise for Violin med Orkester
- op. 7 violinkoncert
- op. 15 Strygekvartet (1827)
- op. 17 Strygekvartet (muligvis 3 kvartetter 1827)
- op. 19 Kvartet for 4 Horn (1827)
- op. 20 Koncertino for Violin og 4 horn (1827)
- Ouverture til Freias Alter (1828)
- op. 24 Introduktion og Rondo for Horn med Orkester (1829)
- Sonate i a-mol for Piano og Fløjte
- op. 30 Violinkoncert (1829)
- op. 30 Symfoni (1830)
- op. 33 Symfoni i Eb-dur
- Natten før Brylluppet (syngespil 1829)
- op. 39 koncertouverture for Orkester
- op. 40 Marche og Jagtstykke for 9 Horn (1832)
- Nina (ballet)
- Tyrolerne (ballet)
- Valdemar (ballet 1835)
- Festen i Albano (ballet 1839)
- Fædrelandets muser (ballet 1840)
- op. 51 Erik Menveds Barndom (ballet – med Riberhusmarch – 1843)
- Rafael (ballet 1845)
- Hertas Offer (ballet)
- Abekatten (vaudeville af Johanne Louise Heiberg)
- Majgildet (ouverture)
- Maurerbrüder hemmet nicht die Zähre
- Kantate til Christian 8.s kroningsfest
- En Søndag på Amager (arrangør af musikken til vaudevillen af Johanne Louise Heiberg)